# Alan Silvestri
Alan Anthony Silvestri (* 26. března 1950 v New York City, USA) je známý americký skladatel filmové hudby. Studoval filmovou hudbu na prestižní Berkleeho vysoké škole hudby v Bostonu. Nejznámějším se stal svojí častou spoluprací s režisérem Robertem Zemeckisem včetně jeho práce na snímku Forrest Gump (1994), trilogii Návrat do budoucnosti (1985, 1989–1990), Kontaktu (1997), Trosečníkovi (2000), Romancing the Stone (1984), Mumie se vrací (2001), Predátorovi (1987), Polárním expresu (2004) a dalších. Byl nominován na Oscara za nejlepší originální hudbu pro film Forrest Gump, nejlepší píseň k filmu Polární expres a ocenění Grammy za hudbu k filmu Trosečník.

## Filmografie
- Avengers: Endgame (2019)
- Avengers: Infinity War (2018)
- Ready Player One: Hra začíná (film) (2018)
- Avengers (film) (2012)
- The A-Team (2010)
- G. I. Joe (2009)
- Beowulf (2007)
- When Worlds Collide (film) (2006)
- The Wild (2006)
- Polární expres (2004)
- Van Helsing (2004)
- Two Soldiers (2003)
- Lara Croft - Tomb Raider: Kolébka života (2003)
- Identity (2003)
- Krásná pokojská (2002)
- Stuart Little 2 (2002)
- Lilo & Stitch (2002)
- Showtime (2002)
- Serendipity (2001)
- Mumie se vrací (2001)
- Mexičan (2001)
- Po čem ženy touží (2001)
- Trosečník (2000)
- What Lies Beneath (2000)
- Reindeer Games (2000)
- Stuart Little (1999)
- Siegfried & Roy: The Magic Box (1999) (IMAX)
- Practical Magic (1998)
- Holy Man (1998)
- Past na rodiče (1998)
- The Odd Couple II (1998)
- Mouse Hunt (1997)
- Kontakt (1997)
- Volcano (film) (1997)
- Fools Rush In (1997)
- The Long Kiss Goodnight (1996)
- Eraser (film) (1996)
- Sgt. Bilko (1996)
- Grumpier Old Men (1995)
- Father of the Bride Part II (1995)
- Soudce Dredd (1995)
- The Perez Family (1995)
- Rychlejší než smrt (1995)
- Sám doma a bohaty (1994)
- Blown Away (1994)
- Forrest Gump (1994)
- Clean Slate (1994)
- Grumpy Old Men (1993)
- Judgment Night (1993)
- Super Mario Bros. (1993)
- Cop and a Half (1993)
- In Search of the Obelisk (1993)
- Sidekicks (1992)
- Osobní strážce (1992)
- Smrt jí sluší (1992)
- Diner (1992)
- FernGully: Poslední deštný prales (1992)
- Stůj, nebo maminka vystřelí! (1992)
- Father of the Bride (1991)
- Ricochet (1991)
- Shattered (1991)
- Dutch (1991)
- Soapdish (1991)
- Back to the Future: The Ride (1991)
- Predátor 2 (1990)
- Young Guns II (1990)
- Návrat do budoucnosti III (1990)
- Downtown (1990)
- Návrat do budoucnosti II (1989)
- The Abyss (1989)
- She's Out of Control (1989)
- Krásná mimozemšťanka (1988)
- Mac a já (1988)
- Falešná hra s králíkem Rogerem (1988)
- Overboard (1987)
- Predátor (1987)
- Outrageous Fortune (1987)
- Critical Condition (1987)
- No Mercy (1986)
- Flight of the Navigator (1986)
- American Anthem (1986)
- Delta Force (1986)
- The Clan of the Cave Bear (1986)
- Summer Rental (1985)
- Návrat do budoucnosti (1985)
- Cat's Eye (1985)
- Fandango (1985)
- Honba za diamantem (1984)
- The Fifth Floor (1978)
- The Amazing Dobermans (1976)
- Las Vegas Lady (1975)
- The Mack (1973) (1983 video reissue)
- The Doberman Gang (1972)

## Zajímavosti
- Má soukromou pilotní licenci. To mu umožnilo letět samotnému do Los Angeles.
- Byl původně najat, aby napsal hudbu k filmu Mission: Impossible.
- Má dvě děti.
- Byl původně najat Gore Verbinskim pro napsání soundtracku k filmu Piráti z Karibiku: Prokletí Černé perly, Nakonec byl ale odmítnut a oslovena byla společnost Remote Control Productions (Media Ventures).